# Google Fit
Google Fit är en hälsoplattform utvecklad av Google och visades först på Google I/O konferensen den 25 juni 2014. Google Fit är egentligen en mängd av APIs som blandar data från många olika appar och hårdvara. 
Google Fit är ett svar på Apples IOS8 HealthKit och anses vara en konkurrent. Appen introducerades för allmänheten den 28 oktober 2014 och är till för Android 4.0 och högre. Enligt Google Play kan appen spåra användarens aktiviteter, låta sätta hälsomål och ge en komplex bild av användarens hälsostatus.  De samarbetar redan med Nike, HTC, LG, Withings, Motorola, Noom, Runtastic, RunKeeper och Polar. Användaren ska när som helst kunna välja vilken information som visas.
Det finns ett antal applikationer integrerade med Google Fit. Några exempel är Nike Running, Sträva, Polar Vispa och Aqualert.